# Carlos Velasco Carballo
Carlos Velasco Carballo (ur. 16 marca 1971 w Madrycie) – hiszpański sędzia piłkarski, od 2004 sędzia Primera División, zaś od 2008 sędzia międzynarodowy FIFA. Jeden z dwunastu arbitrów wyznaczonych przez UEFA do prowadzenia meczów podczas EURO 2012, sędzia meczu otwarcia Polska – Grecja.

## Kariera

### Hiszpania
Jest członkiem Komitetu Sędziów Wspólnoty Autonomicznej Madrytu (Comité de Árbitros de la Comunidad de Madrid). W 2004 otrzymał nagrodę dla najlepszego arbitra Segunda División (Silbato de Oro de Segunda División) i w tym samym roku został awansowany do najwyższej hiszpańskiej klasy rozgrywkowej. Pierwszym prowadzonym przez niego meczem ekstraklasy było spotkanie FC Barcelona – Sevilla FC, rozegrane w dniu 11 września 2004 i zakończone zwycięstwem gospodarzy 2:0. W 2009 został uznany za najlepszego sędziego mijającego sezonu (nagroda Silbato de Oro de Primera División). W 2011 został laureatem innego prestiżowego wyróżnienia dla hiszpańskich sędziów, Nagrody im. Vicente Acebedo (Trofeo Vicente Acebedo).

### Kariera międzynarodowa
W 2008 został arbitrem międzynarodowym FIFA. Zadebiutował 26 marca, prowadząc towarzyskie spotkanie Izrael – Chile (1:0). W 2009 gościnnie poprowadził mecz finałowy ligi egipskiej. W sezonie 2010/11 prowadził m.in. pierwszy mecz dwumeczu FC Schalke 04 – Manchester United F.C. w półfinale Ligi Mistrzów UEFA (0:2), a także finał Ligi Europejskiej UEFA, rozegrany w Dublinie między portugalskimi klubami FC Porto i SC Braga, zakończony zwycięstwem drużyny z Porto 1:0. W sezonie 2011/12 poprowadził trzy mecze grupowe Ligi Mistrzów, a także jeden z meczów 1/8 finału i jeden ćwierćfinał, jak również 1/8 finału Ligi Europejskiej.
W grudniu 2011 Velasco Carballo znalazł się na ogłoszonej przez UEFA liście arbitrów głównych na EURO 2012. 8 czerwca 2012 poprowadził mecz otwarcia turnieju na Stadionie Narodowym w Warszawie, w którym Polska zremisowała z Grecją 1:1. Podczas tego spotkania arbiter pokazał dwie czerwone kartki, które zobaczyli grecki obrońca Sokratis Papastatopulos oraz polski bramkarz Wojciech Szczęsny.
Velasco Carballo znalazł się wśród sędziów, powołanych przez FIFA, do sędziowania meczów Mistrzostw Świata w Piłce Nożnej 2014. Był arbitrem trzech spotkań:  Urugwaj – Anglia ,  Bośnia i Hercegowina – Iran , a także  Brazylia – Kolumbia . Brazylijski Związek Piłki Nożnej zarzucił mu, że podczas meczu Brazylia – Kolumbia, nie wyciągnął poważniejszych konsekwencji wobec piłkarza Juana Zúñigi, który pod koniec meczu faulował Neymara. W wyniku faulu, brazylijski zawodnik, został zniesiony z boiska, a następnie przetransportowany do szpitala. Lekarze orzekli pęknięcie trzeciego kręgu lędźwiowego. Brazylijski związek wysłał do FIFA oficjalną prośbę o ukaranie zarówno faulującego, jak i arbitra.